# Iso-Haltri
Iso-Haltri är en ö i Finland. Den ligger i sjön Otajärvi och i kommunerna Letala och Pyhäranta och landskapet Egentliga Finland, i den sydvästra delen av landet, 200 km nordväst om huvudstaden Helsingfors. Öns area är 1,3 hektar och dess största längd är 160 meter i öst-västlig riktning.